# Nguyễn Thành Trung (sĩ quan)
Nguyễn Thành Trung (sinh ngày 9 tháng 10 năm 1947) là một cựu Đại tá Không quân Nhân dân Việt Nam. Ông là người đã lái máy bay F-5E ném bom vào Dinh Độc Lập ngày 8 tháng 4 năm 1975 và là người Việt Nam đầu tiên lái máy bay Boeing 767 và 777.

## Thân thế và tuổi thiếu thời
Ông tên khai sinh là Đinh Khắc Chung, sinh ngày 9 tháng 10 năm 1947, tại xã An Khánh, huyện Châu Thành, tỉnh Bến Tre. Cha ông là ông Đinh Văn Dậu (còn gọi là Tư Dậu), mẹ ông là bà Nguyễn Thị Mỹ. Ông là người con trai thứ 4 trong gia đình có 5 anh em, vì vậy ông có tên gọi trong gia đình là Năm Chung.
Sau năm 1954, trừ người anh cả của ông tập kết ra Bắc, cả gia đình ông đều ở lại miền Nam. Cha ông và người anh thứ hai đều hoạt động bí mật tại quê nhà. Riêng ông cùng người anh thứ ba và người em gái út sống công khai với mẹ để tiếp tục đi học.
Ngày 2 tháng 3 năm 1963, cha ông là Tư Dậu, khi đó đang là Phó bí thư, giữ quyền Bí thư Huyện ủy Châu Thành, Bến Tre, bị chính quyền Việt Nam Cộng hòa giết chết, má và em gái ông bị bắt, nhà bị đốt. Ông phải đổi họ sang họ Nguyễn với một lý lịch mới để lánh nạn.

## Trở thành điệp viên
Năm 1965, ông được Ban binh vận T2 (khu 8) đưa lên Sài Gòn tiếp tục học hết bậc phổ thông, rồi vào học khoa Toán - Lý - Hóa ở Đại học Khoa học Sài Gòn (nay là Đại học Khoa học tự nhiên).
Sau đó, ông được Ban Binh vận Trung ương cục miền Nam chỉ đạo thi tuyển vào Không lực Việt Nam Cộng hòa. Ngay sau khi nhận được giấy báo trúng tuyển, ngày 31 tháng 5 năm 1969, Nguyễn Thành Trung được kết nạp vào Đảng Nhân dân Cách mạng Miền Nam (sau hợp nhất trở lại Đảng Cộng sản Việt Nam).
Sau hơn một năm huấn luyện ở Nha Trang, vào năm 1970 Nguyễn Thành Trung được đưa đi đào tạo phi công ở các căn cứ Hoa Kỳ tại các bang Texas, Louisiana và Mississippi. Ông học rất giỏi và được xếp thứ 2 trong tổng số 500 học viên của khóa. Đến năm 1972 thì về nước, đóng quân tại căn cứ không quân Biên Hòa, biên chế trực thuộc sư đoàn 3 không quân, phi đoàn 540 Thần Hổ.

## Ném bom Dinh Độc Lập năm 1975

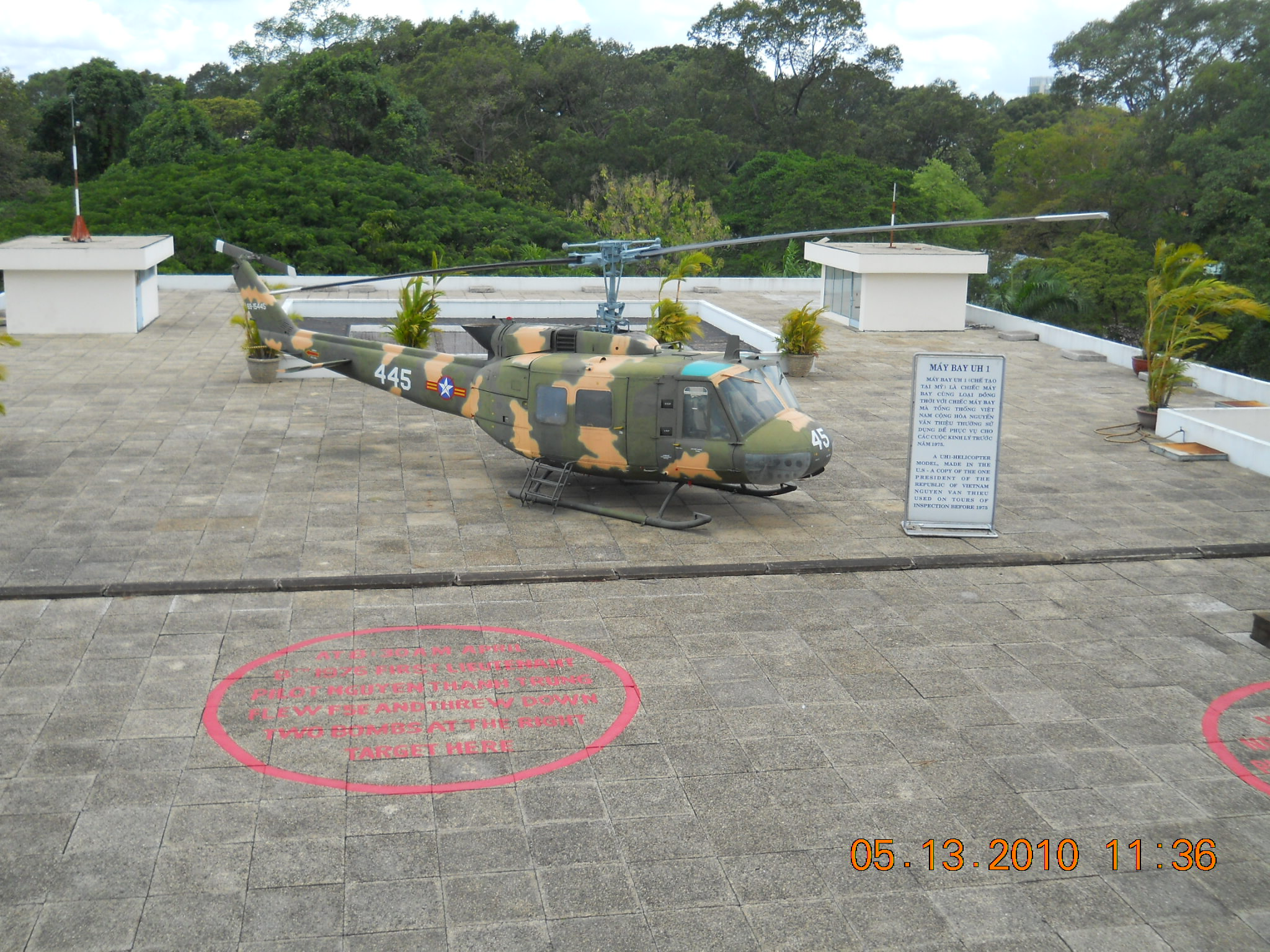
Vòng tròn đánh dấu quả bom nổ trên tầng thượng Dinh Độc Lập. Bên cạnh là chiếc trực thăng UH-1 Iroquois của tổng thống Thiệu

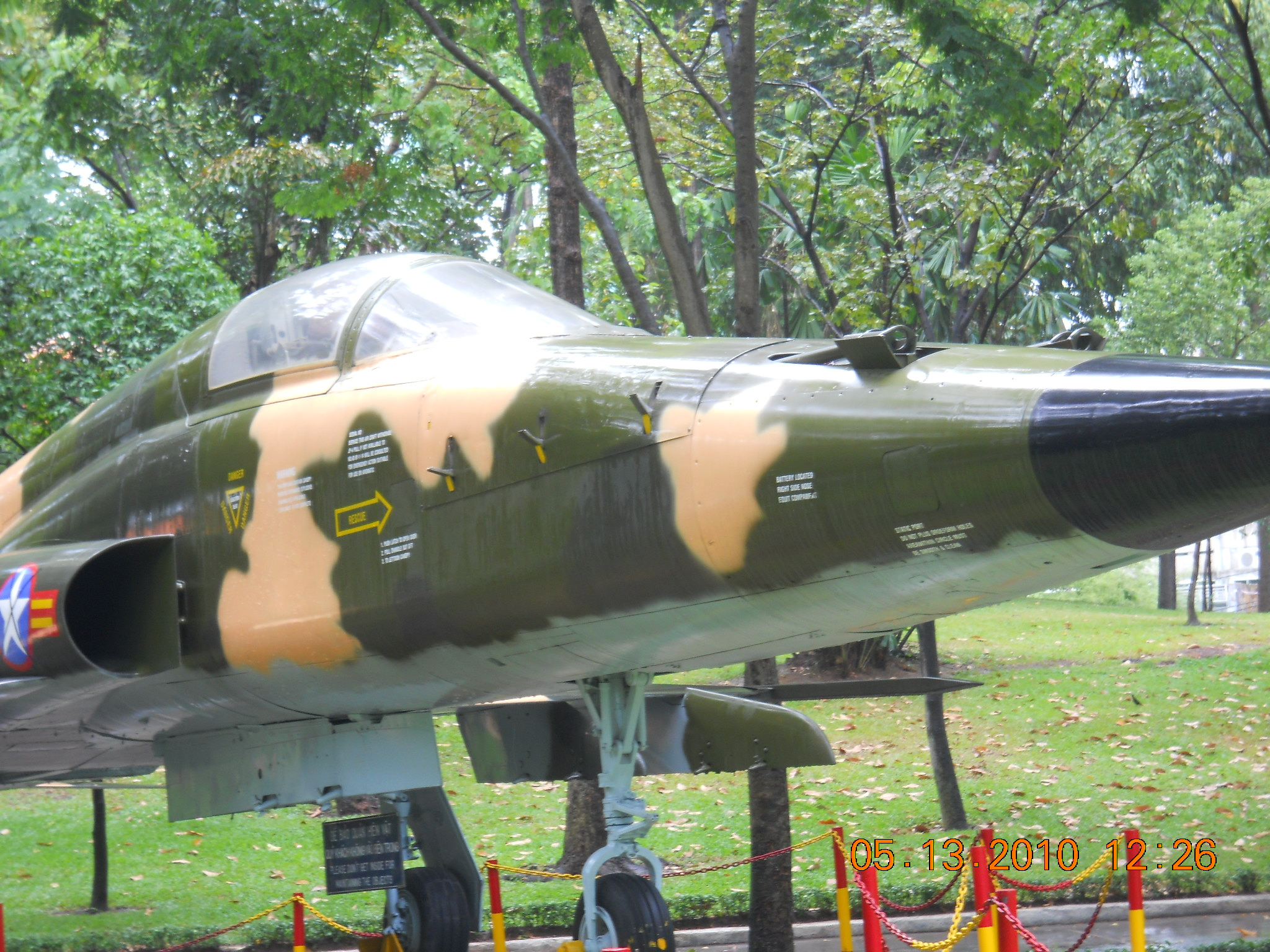
Chiếc F5-E nay được trưng bày ở Hội trường Thống Nhất.

Ngày 8 tháng 4 năm 1975, lúc 8 giờ 30 phút sáng, Nguyễn Thành Trung (lúc đó là Trung úy Không lực VNCH) nhận được mệnh lệnh xuất kích từ sân bay Biên Hòa (lúc này thuộc chính quyền Việt Nam Cộng hòa), lái máy bay F5-E ném bom Dinh Độc Lập. Lần đầu ném 2 quả bom rơi không trúng mục tiêu, lần cắt bom thứ hai có trúng đích nhưng chỉ có một quả nổ. Ông tiếp tục dùng súng 20 ly bắn vào kho xăng Nhà Bè, rồi lái máy bay đáp xuống an toàn trên đường băng dã chiến bằng đất với đường đáp chỉ 1.000m ở sân bay tỉnh Phước Long (nay là tỉnh Bình Phước) trong khi F5E yêu cầu một đường băng hạ cánh đến 3000 m.

## Phi đội Quyết Thắng
Ngày 22 tháng 4 năm 1975, ông được điều ra sân bay Đà Nẵng để hướng dẫn các phi công miền Bắc lái máy bay A-37 (Phi đội Quyết Thắng) do quân Giải phóng chiếm được và huấn luyện trong vòng 1 tuần. Chiều ngày 28 tháng 4 năm 1975, theo lệnh của bộ chỉ huy chiến dịch Hồ Chí Minh, Nguyễn Thành Trung dẫn đầu phi đội gồm 3 chiếc A-37 từ sân bay Thành Sơn (Phan Rang) cất cánh thẳng hướng Sài Gòn, ném bom sân bay Tân Sơn Nhất, làm đảo lộn kế hoạch di tản bằng máy bay của người Mỹ, rồi cả phi đội hạ cánh an toàn xuống sân bay Thành Sơn (Phan Rang).

## Nghi kỵ sau chiến tranh
Sau giải phóng, vì có thể lái máy bay F5 và A37 của QĐNDVN, Nguyễn Thành Trung được phân công phụ trách công tác đào tạo, huấn luyện bay và đã góp phần rất lớn gầy dựng nên Trung đoàn Không Quân Cường Kích 937 và Trung đoàn Không Quân Tiêm Kích 935. Tuy nhiên sau đó đã xảy ra một số vụ vượt biên trái phép bằng máy bay tại các sân bay phía Nam mà chủ mưu thường là các sĩ quan không quân của Quân lực Việt Nam Cộng hòa trá hàng nên Nguyễn Thành Trung cũng bị vạ lây và mất tin tưởng từ cấp trên, phải 'ngồi chơi xơi nước' cho đến năm 1980 mới được bay lại, nhưng chỉ được bay 4 vòng quanh sân bay rồi xuống đất chỉ đạo tiếp.
Trong thời gian này Nguyễn Thành Trung được đào tạo bay bằng máy bay An-26 của Liên Xô, vì đã có kinh nghiệm dày dạn tại Mỹ cũng như kinh nghiệm thực tiễn tại chiến trường nên Nguyễn Thành Trung tiếp thu rất nhanh và được giữ lại làm giảng viên, đào tạo phi công phục vụ vận chuyển cho chiến trường Campuchia.
Mặt khác để chứng minh sự trong sạch và lòng trung thành của mình, Nguyễn Thành Trung tiếp tục hoàn thành tốt nhiệm vụ được giao, đồng thời giữ liên lạc với những người đã kết nạp Đảng, phân công nhiệm vụ tình báo cho cán bộ cách mạng như là các ông Võ Văn Kiệt (Bí thư Thành Ủy, sau này là Thủ tướng), Phó Bí thư Thành ủy Thành phố Hồ Chí Minh Nguyễn Võ Danh, Bí thư Quận ủy Nguyễn Hữu Chí (tức Tư Chí)... để làm chứng cho ông. 
Cuối cùng Nguyễn Thành Trung cũng được minh oan và những đóng góp to lớn của ông đã được Nhà nước Việt Nam phong tặng danh hiệu Anh hùng Lực lượng Vũ trang Nhân dân ngày 20 tháng 1 năm 1994.

## Người phi công lão luyện
Sau đó ông là Phó Tổng Giám đốc Hãng hàng không quốc gia Việt Nam (Vietnam Airlines), cơ trưởng, giáo viên của loại máy bay Boeing 777 và là phi công dày dạn kinh nghiệm nhất của Việt Nam với hơn 35 năm kinh nghiệm và hơn 22000 giờ bay.
Ngày 1 tháng 10 năm 2008, ông đã tham gia tổ phi công lái máy bay Beechcraft King Air 350, số seri FL-417 cho bầu Đức, người được xem là công dân Việt Nam sinh sống và làm việc tại Việt Nam đầu tiên sở hữu máy bay riêng.